# Sumskij Posad (stacja kolejowa)
Sumskij Posad (ros. Сумский Посад, krl. Sumskii Posad) – stacja kolejowa w miejscowości Sumposad i w pobliżu Sumskiego Posadu, w rejonie biełomorskim, w Karelii, w Rosji. Położona jest na linii Biełomorsk – Obozierskij.